# Steluța Luca
Steluța Luca (n. Lazăr, n. 20 aprilie 1975, Pechea, România) este o fostă mare jucătoare de handbal din România, componentă și căpitan al echipei naționale a României. În prezent este antrenor la Centrul Național de Excelență din Râmnicu Vâlcea și profesor de pregătire sportivă la Liceul Energetic din Râmnicu Vâlcea, specializarea handbal. Anterior a pregătit, din postura de antrenor secund, apoi cea de antrenor principal, clubul Oltchim Râmnicu-Vâlcea.
Steluța Luca a evoluat pe postul de intermediar dreapta. În prezent este vice-președinte al Federației Române de Handbal.

## Palmares

### Club
- Liga Națională:
  -  Câștigătoare: 1994, 1995, 1996, 1997, 1998, 1999, 2000, 2007, 2008, 2009, 2010, 2011

- Cupa României:
  -  Câștigătoare: 1994, 1995, 1996, 1997, 1998, 1999, 2002, 2007, 2011
  - Finalistă: 1993

- Supercupa României:
  -  Câștigătoare: 2007

- Liga Campionilor EHF:
  - Finalistă: 2010
  - Semifinalistă: 2009

- Trofeul Campionilor EHF:
  -  Câștigătoare: 2007

- Cupa Cupelor EHF:
  -  Câștigătoare: 2007
  - Finalistă: 2002

### Echipa națională
- Campionatul Mondial:
  -  Medalie de argint: 2005

- Campionatul Mondial pentru Tineret:
  -  Medalie de aur: 1995

## Distincții personale
- Ambasador al Campionatului European din 2014 în România;[1]
- A doua marcatoare a Campionatului European din 1994;[1]
- Căpitan al echipei naționale a României[3] și al clubului Oltchim Râmnicu Vâlcea;
- A doua marcatoare din istorie pentru echipa României, după Mariana Târcă: 1013 goluri;[4]